# Calamaria everetti
Calamaria everetti este o specie de șerpi din genul Calamaria, familia Colubridae, descrisă de Boulenger 1893. A fost clasificată de IUCN ca specie cu risc scăzut. Conform Catalogue of Life specia Calamaria everetti nu are subspecii cunoscute.